# Zorro

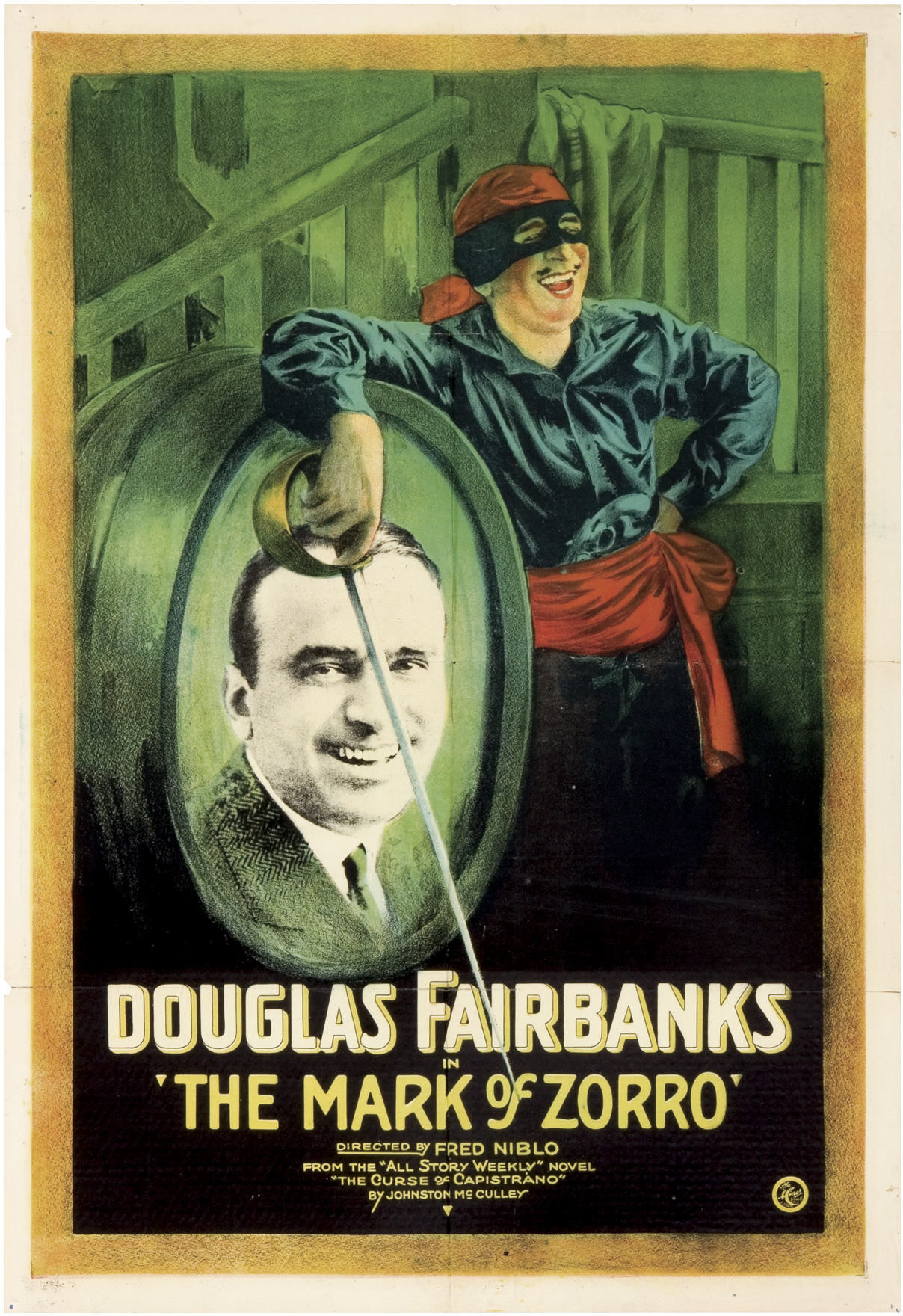
Långfilmen Zorros märke från 1920 med Douglas Fairbanks i huvudrollen.

Zorro (spanska för räv) är en fiktiv maskerad hjälte och mästerfäktare vars äventyr utspelar sig i Kalifornien, på den tiden då det hörde till  Spanien. Till vardags är Zorro en ung aristokratisk snobb vid namn Don Diego de la Vega, men då det behövs blir han en folkets hämnare som kämpar mot den spanske guvernörens tyranni.

## Karaktär
Zorro brukar klä sig i svarta kläder, med tillhörande slängkappa. Dessutom har han en svart hatt med tunt brätte, en så kallad "sombrero cordobés" och en svart mask som täcker ögonen.
Hans främsta vapen är en värja, som han ofta använder för att lämna sitt karakteristiska märke – ett stort Z som består av tre snabbt dragna streck.

## Historik
Troligen bygger Zorro-figuren på mexikansk folklore, med historier om en ädel bandit som slåss på de svagas sida.
Zorro dök för första gången upp i romanen The Curse of Capistrano, av författaren Johnston McCulley. Denna roman publicerades som en följetong år 1919 i tidningen All-Story Weekly. Efter att stumfilmen Zorros märke med Douglas Fairbanks som Zorro gjort succé år 1920, publicerades romanen igen under den nya titeln Zorros märke. Fairbanks spelade även huvudrollen i uppföljaren Don Q, Zorros son 1925. McCulley skrev – efter succén medfilmen från 1920 – ytterligare 60 romaner med Zorro i huvudrollen. Den sista av dessa publicerades 1959, året efter McCulleys död.

## Zorro i olika medier

### Filmatiseringar i urval
- Zorros märke, film från 1920 med Douglas Fairbanks som Zorro.[2]
- Don Q, Zorros son, film från 1925 där Douglas Fairbanks åter gör rollen som Zorro.[2]
- Zorros märke, film från 1940 med Tyrone Power som Zorro.[2]
- Zorro, TV-serie visad 1957-1959 från Walt Disney Productions[3] med Guy Williams som Zorro. Sändes ofta i samband med Disneytajm på SVT 1987-1988. Oftast i svartvitt.
- Zorro, TV-serie från 1990-1993 med Duncan Regehr som Zorro.
- Zorro – Den maskerade hämnaren, film från 1998 med Anthony Hopkins som en åldrad Don Diego de la Vega, och Antonio Banderas som Alejandro Murrieta - den nya Zorro.[2]
- Legenden om Zorro, film från 2005, även denna med Banderas i huvudrollen.[2]

### Tecknade serier
Zorro har dessutom gett upphov till ett flertal tecknade serier under åren. I Sverige är det dock endast Disney-versionen som getts ut i egen tidning - se Zorro (serietidning). Serieversionen av 1998 års film gick som biserie i Fantomen, nummer 4, 5, 8 och 9/1998. Upphovsmän för denna serie på totalt cirka 100 sidor var Don McGregor (manus), Ron Wagner (skiss) och Rick Magyar (tusch).
Även om Zorro inte var helt originell i sitt koncept, är han ändå en av de tidigaste föregångarna till superhjälten, som är ett vanligt tema i framför allt amerikanska serietidningar. Som ekonomiskt oberoende person, med en hemlig identitet som han försvarar genom att bära mask, samt överlägsen förmåga att slåss för folkets bästa har han mycket gemensamt med ett flertal senare fiktiva maskerade hjältar. Dessutom är hans symbol, i likhet med ett flertal efterföljare, ett djur - i detta fall räven. Den mest berömda seriefigur som influerats av Zorro är Batman, skapad av Bob Kane och Bill Finger på 1930-talet. I den ursprungliga Batman-berättelsen blev Bruce Wayne, som Batman egentligen heter, själv inspirerad av Zorro.[källa behövs] Hans föräldrar blev rånmördade då familjen var på väg hem efter att ha sett Zorros märke på bio. Figuren El Coyote är tydligt inspirerad av Zorro.

### Zorro-böcker (förutom Johnston McCulleys) på svenska
- Walt Disney's Zorro: efter Walt Disney-filmen Zorro, berättad av Steve Frazee; ill. av Henry Luhrs, 6 vol., 1959-1962
- Nedaud och Marcello: Zorro i det gamla Kalifornien, 1987
- Zorro 2: Monastarios fest; Don Diego försvinner; Räven och sprattelgubben; Sergeanten ser dubbelt, 1988
- S.R. Curtis: Zorro i elakt spel (Dead Men Tell No Tales), 1992
- S.R. Curtis: Zorro och spökbanditerna (Zorro in Ghostly Bandits), 1992

### Övrig litteratur
Isabel Allende har på 2000-talet skrivit boken Zorro – så föddes legenden. (2005 utgiven på svenska). Här får man följa den unge Diego de la Vega under tidigt 1800-tal, då han beger sig till Europa och slutligen blir Zorro.
1990 publicerade Jan Broberg boken Den heliga Graal och Zorro: arkeologiska och historiska gåtor.

### Teaterpjäser
Zorro av Erik Norberg (dramatiker). Urpremiär på Uppsala Stadsteater 19 september 2008 i regi av Alexander Öberg och med Danilo Bejarano som Don Diego de la Vega/Zorro.